# La Louvière-Lauragais
La Louvière-Lauragais település Franciaországban, Aude megyében. Lakosainak száma 80 fő (2022. január 1.). La Louvière-Lauragais Fajac-la-Relenque, Mézerville, Molandier, Sainte-Camelle és Salles-sur-l’Hers községekkel határos.

## Népesség
A település népessége az elmúlt években az alábbi módon változott:
| Lakosok száma | 136  | 93   | 83   | 93   | 78   | 79   | 77   | 80   | 81   | 80   |
|               | 1968 | 1982 | 1990 | 2006 | 2013 | 2015 | 2017 | 2019 | 2020 | 2022 |